# Уморени крила
„Уморени крила“ е шеста песен от албума „Албумът“ на българския поп-рок дует Дони и Момчил, издадена през 1993 година. През 1995 година е представена във видео компилацията „Акустичният концерт“, през 1998 година в студиен албум „Хитовете“, а през 2003 година в ремикс албум „Баладите“.
През 2018 година дуетът Димитър & Христо представя своята нова версия на песента. Тя е част от албума „Крила“. Иван Лечев се включва със соло на цигулка. Видео-клипът на песента излиза в началото на 2019 година с режисьор Павлин Иванов - Bashmotion.

## Изпълнители
- Добрин Векилов – вокал, музика, текст и аранжимент
- Момчил Колев – аранжимент
- Димитър Атанасов и Христо Младенов - нов аранжимент на Димитър Атанасов с участието на Иван Лечев (цигулка).

## Текст
Дълги алеи и прозрачни небеса

горещи облаци парят търсещи крила.

Дълги алеи лабиринти от цветя,

цветът различен е между радост и тъга.

Уморени крила небето не достигат,

те угасват над бяла дъга.

Уморени крила под слънцето заспиват,

а дъгата топи се в мъгла.

Дълги алеи, носталгична тишина,

тя носи мириса на откъснати цветя.

Дълги алеи шепнат спомени безброй,

светът различен е след всеки нов порой.

Уморени крила небето не достигат,

те угасват над бяла дъга.

Уморени крила под слънцето заспиват,

а дъгата топи се в мъгла.